# 江勤政
江勤政（1941年—），中华人民共和国政治人物、外交官。
2000年，接替张云，担任中华人民共和国驻斯里兰卡大使 兼驻马尔代夫大使。2003年，由孙国祥接任。